# Kirsche & Co.
Kirsche & Co. ist eine deutsche Rockband aus der Umgebung von Erfurt.
Kirsche & Co. entstand aus der DDR-Vorwende-Band Pasch. Andreas „Kirsche“ Kirchner (Sänger) und Klaus Müller von Baczko (Gitarrist) verließen 1987 Pasch und formierten Kirsche & Co. Seitdem spielen Kirsche & Co. in fast unveränderter Besetzung.

## Besetzung
- Andreas „Kirsche“ Kirchner: Gesang, Texte, Kompositionen
- Klaus Müller von Baczko: Gitarre, Kompositionen
- Mario „Hilde“ Hildebrandt: Schlagzeug
- Mario Zink: Bassgitarre
- (Ralf „Zappa“ Iben: Piano/Keyboard)

In den früheren Jahren von Kirsche & Co. gehörten zur Besetzung:
- Udo Hemmann: Bassgitarre
- Uwe Hofmann: Schlagzeug
- Thomas Tröster: Schlagzeug
- Larry Hillert: Schlagzeug
- Olaf „Otto“ Köhler: Schlagzeug (bis 2024)

## Auftritte als Junimond
Gelegentlich treten Kirsche & Co. unter dem Namen Junimond als Rio-Reiser-Gedächtnis-Band auf. Bei diesen Veranstaltungen spielt die Band überwiegend
Lieder von Ton Steine Scherben bzw. Rio Reiser. Die Stimme von Andreas Kirchner hat große Ähnlichkeit mit der Rio Reisers.

## Diskografie
- Dann ist es soweit (1991)
- Herz aus Stein (1994)
- Ihr könnt mich mal (1996)
- Wir war´n das Volk (Live 1987–90) (1997)
- Neuland (1998)
- Vogelfrei (1998)
- Tabu (2003)
- Crazy People (2006), Live Open-Air Oettersdorf 2006 und neuer Song
- Komm an Bord (2007, DVD)
- Schluss mit lustig (2008)
- Heimatlos (2009)
- Live in Fresenhagen (2010)
- Bessere Zeiten (2013)
- Frei bist du nie (2017)
- Herbst (2022)